# 羅希奭
羅 希奭（ら きせき、生没年不詳）は、唐の官僚。李林甫につき、吉温とともに、様々な疑獄事件で政敵を陥れることで出世した。李林甫の死とともに、楊国忠の命で地方に出され、有名無実の地方官にまで降格させられた。

## 経歴
杭州銭塘県の出身。洛陽の近くで住んでいた。李林甫の婿である鴻臚少卿・張博済の外甥であったことから、官吏となった。法を残酷なほどまで適用したと伝えられる。
天宝初期に李林甫に吉温とともに引き立てられ、大獄を行った。天宝6載（747年）、監察御史として、李林甫のために罪を得た人物を片端から殺した。この中には、韋堅や李邕らがいた。李適之と王琚は羅希奭が来ると聞いて自殺したと伝えられる。楊慎矜の詮議にも参加し、吉温とともに「羅鉗吉網」と呼ばれた。この頃、御史台主簿から殿中侍御史に昇進している。天宝8載（749年）には、郎中に昇進する。
天宝11載（752年）、李林甫が死去し、中部始安二郡太守・桂管経略使として地方に出された。天宝14載（755年）、張博済・吉温らが流罪になって流れてきたので始安郡に留めておいた。宰相となっていた楊国忠は始安郡太守を張光奇に替え、司直の蒋沇を詮議に遣わせた。羅希奭は、流罪者を安置した罪や法を乱した罪などで海康県尉員外に降格させられた。張博済・吉温らは杖刑で死んだ。

## 伝記資料
- 『旧唐書』巻百八十六下 列伝第百三十六下酷吏下「羅希奭伝」
- 『新唐書』巻二百九 列伝第百三十四酷吏「吉温伝」